# Protektorat Nordnigeria
Das Protektorat Nordnigeria (englisch Northern Nigeria Protectorate) war von 1900 bis 1914 ein britisches Protektorat in Westafrika. Zusammen mit dem Protektorat Südnigeria bildete es die Grundlage der ehemaligen Kolonie Nigeria.

## Geschichte

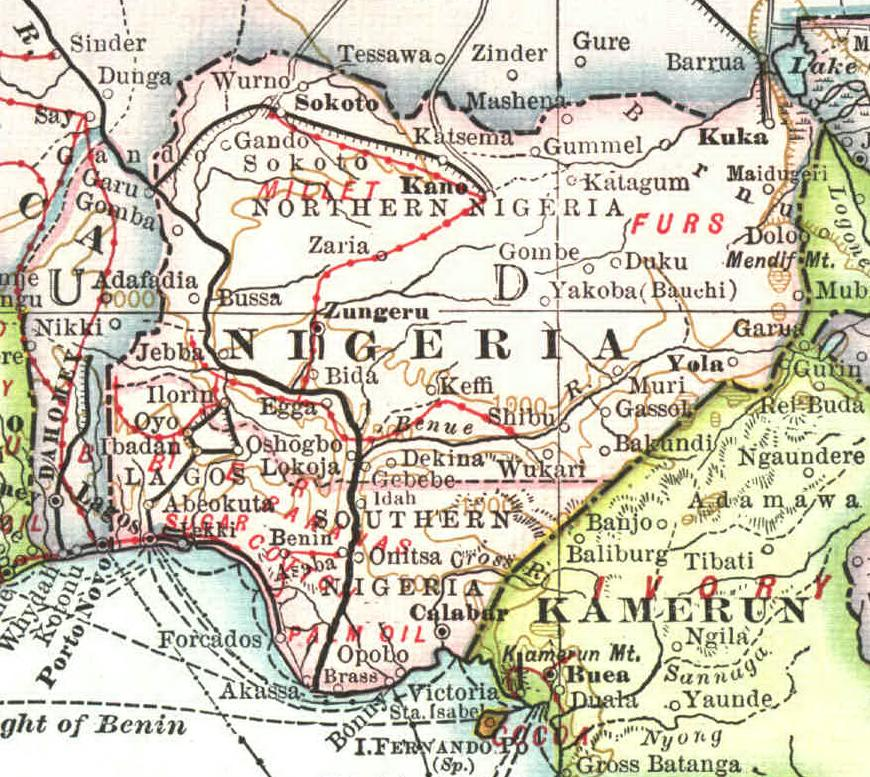
Karte von Nigeria 1909

Das Protektorat Südnigeria wurde 1900 aus Territorien der Handelsgesellschaft Royal Niger Company gebildet. Dadurch grenzte sich die britische Kolonialverwaltung gegen deutsche und französische Interessen ab und beschränkte die Macht der traditionellen Kalifate Sokoto und Bornu. Diese wurden 1903 bzw. 1906 endgültig besiegt. 
Die Grenze zur deutschen Kolonie Kamerun im Osten wurde in den Jahren 1903/1904 mit der Beteiligung der deutschen Offiziere Hans Glauning und Arnold Schultze von Yola bis zum Tschadsee markiert. Grundlage hierfür war das deutsch-britische Abkommen von 1893, bei dem die Grenze zwischen Rio-del-Rey-Ästuar und Tschadsee festgelegt worden war.
1914 vereinigte sich das Protektorat Nordnigeria mit dem Protektorat Südnigeria zu einer einzigen Kolonie, deren Gebiete jedoch de facto bis 1946 getrennt verwaltet wurden.
Nordnigeria wurde bis 1900 von einem Hochkommissar verwaltet, danach von einem Gouverneur.

### Hochkommissare
- 1900–1906: Sir Frederick Lugard
- 1906–1907: Sir William Wallace (Gouverneur) (vertretungsweise)
- 1907–1908: Edouard Percy Cranwill Girouard

### Gouverneure
- 1908–1909: Edouard Percy Cranwill Girouard
- 1909–1912: Henry Hesketh Bell
- 1912–1914: Sir Frederick Lugard (zugleich Gouverneur von Südnigeria)